# Polo Ortín
Leopoldo Javier Antonio Ortín y Campuzano (Ciudad de México, 16 de abril de 1928-Ciudad de México, 16 de agosto de 2016), conocido como Polo Ortín, fue un actor, actor de doblaje y comediante mexicano. Es recordado por haber interpretado al personaje de don Roque Balboa, en la serie Vecinos (2005).
Como actor de doblaje, destacó por haber prestado su voz para doblar al español latino al personaje de Sargento, en las películas Cars (2006), y Cars 2 (2011).

## Biografía y carrera

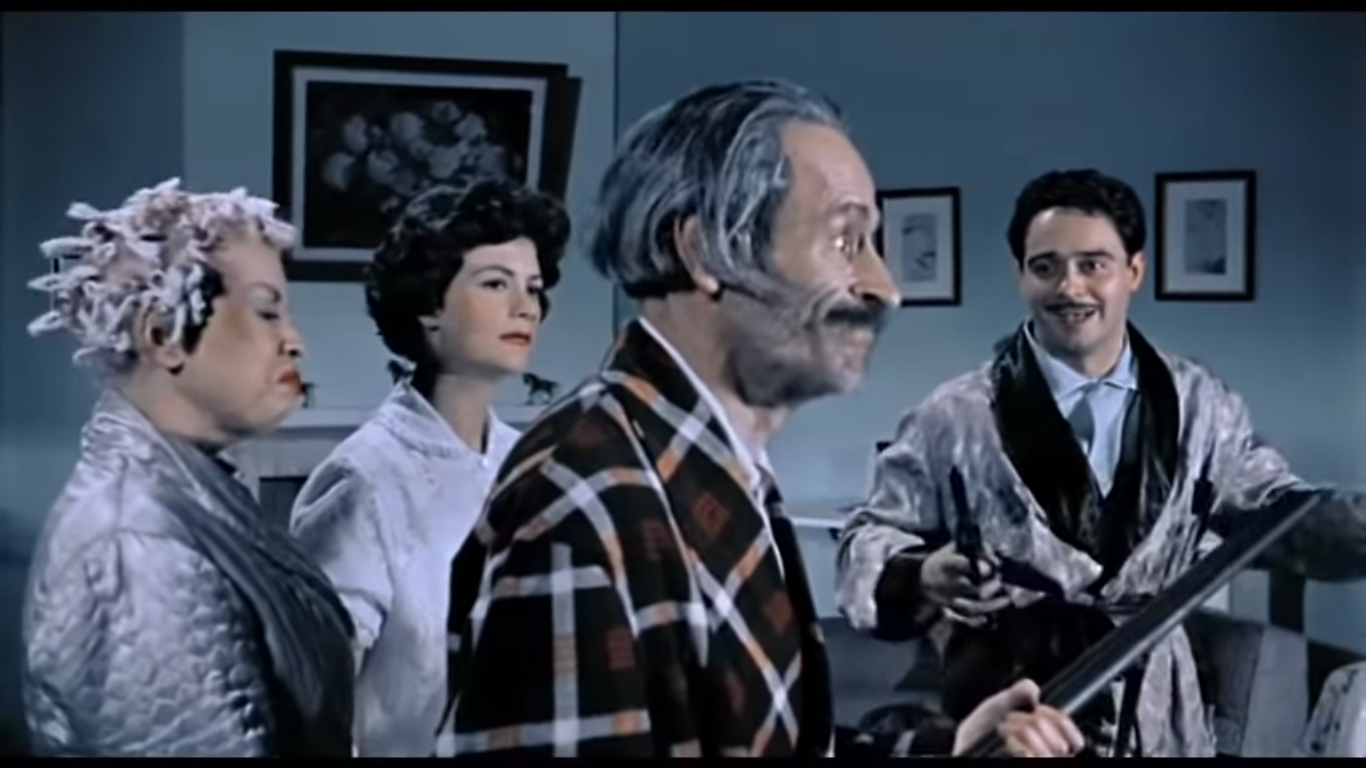
Ortín con Queta Lavat (cabello negro) y Guillermo Bravo Sosa en Santa Claus (1959).

Leopoldo Javier Antonio Ortín y Campuzano nació el 16 de abril de 1928 en Ciudad de México, siendo hijo del actor peruano Leopoldo «Chato» Ortín, y de la actriz mexicana Aurora Campuzano, originaria de Mérida, Yucatán. Inició sus estudios actorales en la Asociación Nacional de Actores (ANDA).
Tuvo una trayectoria actoral de más de 75 años en cine, teatro, televisión y doblaje. Se hizo famoso por doblar a los protagonistas de exitosas series norteamericanas, como La isla de Gilligan (donde dobló a Gilligan), Mork y Mindy (donde dobló a Mork) y Los tres chiflados (donde dio vida a Larry), entre muchas otras. En televisión participó en varias telenovelas, como La Duquesa, Mundo de juguete, Cuando llega el amor, Alcanzar una estrella II, Soñadoras, Carita de ángel, La casa en la playa y Niña de mi corazón, entre otras.
En 1958, nació Leopoldo Jesús Bernarlo Ortín Orozco, su primer hijo fruto de su matrimonio con la actriz Olga Rinzo. El 23 de diciembre de 1979, Bernarlo falleció a los 21 años de edad en Ciudad de México. Su causa de muerte se debió a un politraumatismo y una herida por proyectil de arma de fuego penetrante de cráneo. Su cuerpo fue enterrado en el Panteón Jardín. Su segundo hijo, Jorge Ortín, nació el 24 de diciembre de 1962, y al igual que sus padres, se convirtió en actor.

### Muerte
El 16 de agosto de 2016, Ortín falleció a los 88 años de edad en Ciudad de México, a causa de un infarto. A deseos del actor y de su viuda, su cuerpo fue cremado y sus cenizas fueron depositadas en el Panteón Jardín, el mismo cementerio en el que fueron enterrados sus padres y su hijo. Olga Rinzo, su esposa, murió el 5 de junio de 2021, a los 89 años.